# エンチョー
株式会社エンチョー（英: ENCHO Co., Ltd.） は、静岡県富士市に本社を置き、ホームセンター「ジャンボエンチョー」などを展開する企業。
社名とブランドは、創業者・遠藤長太郎（エンドウ・チョータロー）の名にちなんで命名された。「エンチョー」は平板型アクセントで発音する。

## 概要
ホームセンターでありながら建設業の許可（静岡県知事許可（般-22）第6265号）を持ち、一級建築士事務所を構えているほか、店頭にてリフォーム工事の相談にも応じている。かつてはDIYの啓発テレビ番組を企画・制作するなど、DIYの普及にも力を入れている。
店名は「ジャンボエンチョー」であっても、後述の大型店「ホームアシスト」を除き、基本的には扱う品数・店舗面積ともに、他の一般的なホームセンターチェーンと同程度である。
茨城県に本社を置く同業他社の、ジョイフル本田は創業のため、山新はホームセンター事業に参入するため、エンチョーからノウハウを学んだ。
2025年5月9日付でDCMホールディングスと経営統合を行うことを発表。同年9月1日付で株式交換により同社の完全子会社となる予定。

## 沿革
- 1939年5月 - 創業者・遠藤長太郎が富士市に遠藤材木店を創業。
- 1962年7月 - 「株式会社遠藤材木店」を設立。
- 1974年9月 - ホームセンター第1号店として、富士市に「ジャンボエンチョー富士店」を出店。
- 1975年6月 - 「株式会社エンチョー」に社名変更。
- 1983年4月 - 静岡けんみんテレビにてDIY番組『住まいの110番』放送開始。
- 1985年7月 - 一級建築士事務所を開設。
- 1986年11月21日 - 株式を店頭公開。
- 1998年4月 - 静岡朝日テレビにてDIY番組『エンジョイDIY』放送開始。
- 2004年12月 - 日本証券業協会への店頭登録を取消し、ジャスダックに株式を上場。
- 2009年10月 - 吸収分割により、casa事業を完全子会社のブロスに承継。
- 2017年10月 - casa事業の運営会社であったブロスを吸収合併[3]。
- 2020年6月26日 - 代表取締役社長であった遠藤健夫が代表取締役会長に、常務取締役であった遠藤秀男が代表取締役社長に就任[4]。
- 2022年6月 - コーナン商事のプライベートブランド商品の販売を開始[5]。
- 2025年
  - 8月28日 - 東京証券取引所スタンダード市場上場廃止予定。
  - 9月1日 - 株式交換によりDCMホールディングスの完全子会社となる予定[1]。

## 店舗

### 展開する店舗

#### ホームセンター

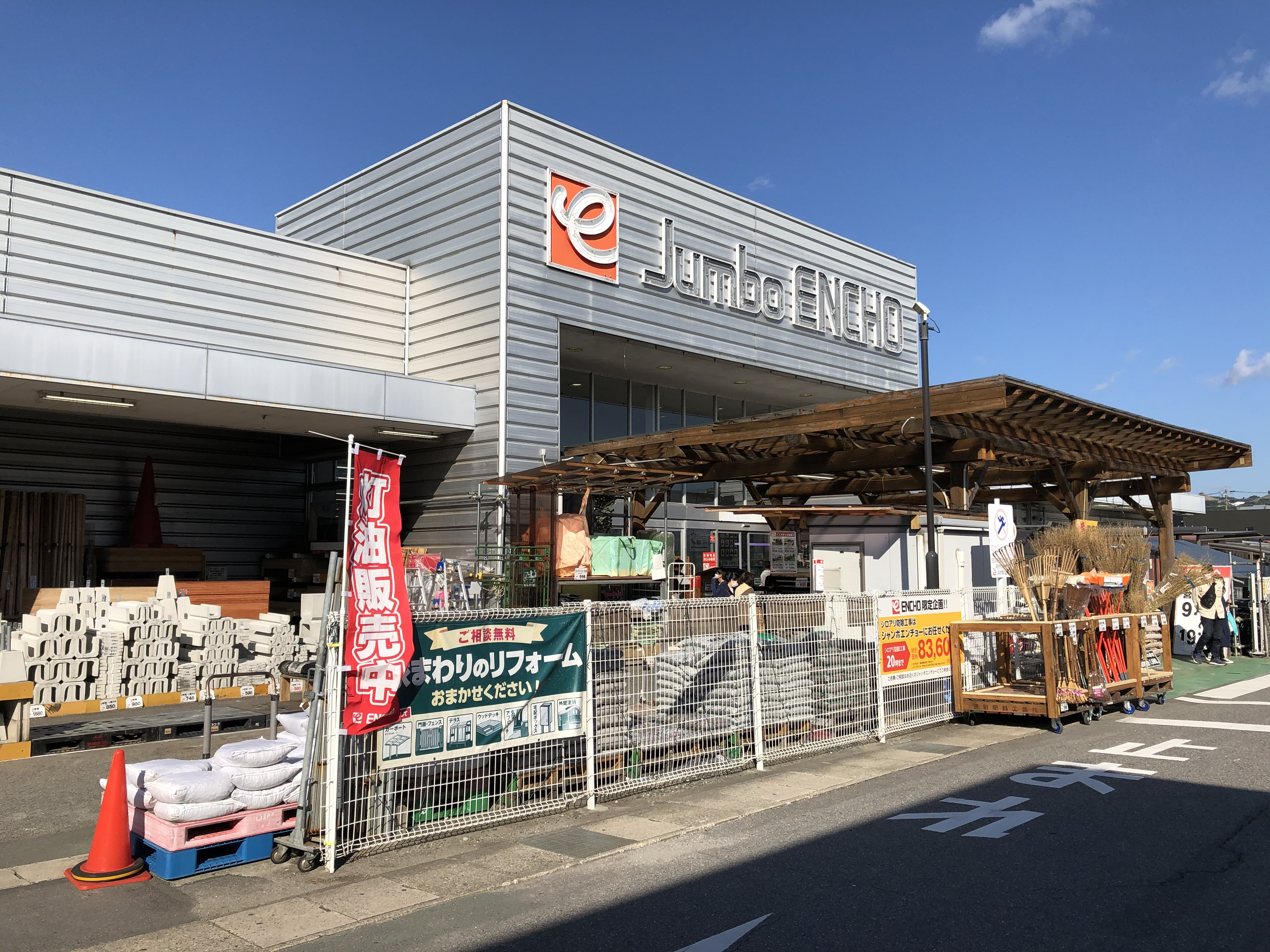
ジャンボエンチョー岡崎店（愛知県岡崎市）

- ジャンボエンチョー - グループの中核を成すホームセンター。23店舗。
  - 静岡県東部 - 5店舗
  - 静岡県中部 - 6店舗
  - 静岡県西部 - 7店舗
  - 愛知県 - 3店舗 - ユニー株式会社によるFC店舗は1996年（平成8年）FC契約解消。[要出典]
- ホームアシスト - ショッピングセンター併設型の大規模ホームセンター。2店舗。
  - Home Assist
    - 静岡県駿東郡清水町の大型ショッピングセンター「サントムーン柿田川」の核店舗。オープン時の売場面積9,692平方メートル。リニューアルオープン（2007年（平成19年）9月16日）した際に売場面積も増え16,711平方メートルとなった。

  - Home Assist清水駒越店
    - 2011年（平成23年）4月26日、静岡市清水区に開業したショッピングセンター「ベイドリーム清水」の核店舗としてオープン。
- ハードストック - ハードウエアショップ。11店舗。
  - 静岡県 - 9店舗
  - 愛知県 - 2店舗

#### 専門店

##### 直営
- ズースクエア - ペットショップ。3店舗。
  - 静岡県 - 2店舗（静岡・藤枝）
  - 愛知県 - 1店舗（高蔵寺） - 2020年（令和2年）オープン

##### casa&SWEN事業（旧株式会社ブロス）
- casa（カーサ） - ホームファッション専門店。4店舗。
  - 静岡県 - 3店舗（駿東店、富士店、ベイドリーム清水店）
- casa Rico（カーサリコ） - キッチンアイテム店舗。
  - 神奈川県 - 1店舗（ボーノ相模大野店）
- SWEN（スウェン） - アウトドア用品専門店。13店舗。
  - 静岡県 - 8店舗
  - 愛知県 - 4店舗
- インテリア×キッチンcasa & アウトドアショップSWEN - casaとSWENの複合業態。島田店のみ。

#### ショッピングセンター
- ベイドリーム清水
  - 2011年（平成23年）4月26日に開業した、初のエンチョー開発ショッピングセンター。「Home Assist清水駒越店」を核店舗とし、グループのcasaのほか、家電量販店のノジマ、無印良品、GUなどが入居。

### 業態変更した店舗
- 吉田店

「ハードストック吉田」に業態転換。

### 閉鎖した店舗
かつては東北地方・関東地方にも飛び地出店していたほか、岐阜県にも出店していた。

#### 東北地方
最大で3店舗を展開していた。
- 仙台泉店

ホーマックに営業譲渡後、ホーマック泉西店として営業していたが、閉店。
その後BOOKOFF SUPER BAZAAR 仙台泉古内となった。
- 郡山店

#### 関東地方
- 白井店（1994年（平成6年）開店 - 2012年（平成24年）1月15日閉店

千葉県で唯一の直営店舗だった。。現在は「ロイヤルホームセンター白井店」
- テルウェルホームセンター習志野店（ - 2009年（平成21年）12月31日閉店）

後述の通り開店当初はNTT系の電気通信共済会（通称テルウェル、現：テルウェル東日本）との合弁事業として開店したため、店舗ブランド名は「テルウェルホームセンター」を使用していた。
- casaアピタ長津田店 - 開店・閉店時期不明。

#### 静岡県
- casaアピタ富士吉原店
- 袋井店

現在は袋井市が土地・建物を取得し、袋井市役所東分庁舎及び袋井警察署がある。
- （初代）磐田店

クリエイトSD磐田今之浦店が出店。
- 志太店

藤枝市内に店舗を構えていた。藤枝店として移転。
- 浜北店

きらりタウン浜北店として移転。
- 相良店

今後相良図書館が移転し、カフェなどを併設した複合施設となる予定。

#### 愛知県
- 稲沢店（1998年開店）

閉店後、コーナン稲沢ハーモニーランド店（2006年（平成18年）9月20日開店-2017年（平成29年）2月19日閉店）を経てカインズ稲沢ハーモニーランド店（2019年（平成31年）3月6日開店）
が出店。
- 高蔵寺店（1999年開店 - 2020年（令和2年）3月15日閉店、2020年（令和2年）5月15日業態転換 - 2022年（令和4年）12月28日閉店）

ホームセンターから「Zoo Square 高蔵寺店」及び「SWEN 高蔵寺店」に業態変更したものの、その後わずか3年弱で閉店。
現在はニトリ高蔵寺ニュータウン店。
- 蟹江店（1994年開店 - 2020年（令和2年）2月16日閉店）

跡地には2020年（令和2年）7月8日にコーナン蟹江店が開業。

#### 岐阜県
- 岐阜店

岐阜北部郊外、折立にあった。現在のカネスエ岐大前店。

## DIY啓発番組

### エンジョイDIY
静岡朝日テレビで毎週土曜 10:25 - 10:55に放送されていた番組。2006年（平成18年）からハイビジョン制作。
放送開始 - 2009年（平成21年）3月29日までは毎週日曜 8:00 - 8:30に放送されていた。このため静岡朝日テレビではテレビ朝日制作の「スーパーヒーロータイム」枠の番組を以下の時刻に遅れ放送していた。
- スーパー戦隊シリーズ（土曜 7:30 - 8:00）
  - 1997年（平成9年）4月にテレビ朝日での放送が金曜夕方から日曜朝に移動した後も、2000年（平成12年）6月の『とびっきり!しずおか』の放送開始まで同局では金曜夕方に放送していた。
- 仮面ライダーシリーズ（日曜 7:30 - 8:00）
  - 前番組である『メタルヒーローシリーズ』、『燃えろ!!ロボコン』も同様。

2009年（平成21年）4月5日からは毎週土曜7:15 - 8:00に放送。さらに2015年（平成27年）4月4日からは『週刊ニュースリーダー』（テレビ朝日制作、6:00 - 8:00）の同時ネットに伴い、毎週土曜10:25 - 10:55に移行した。
2017年（平成29年）9月30日をもって放送終了し、34年の歴史に幕を閉じた。

#### 出演者
- 林マヤ
- 白田裕太郎（静岡朝日テレビアナウンサー）
- 三上真史
- 高井智加

エンチョーのDIYアドバイザーが出演することもあった。
過去の出演者
- 山村レイコ
- キャシー中島
- 伊地健治（静岡朝日テレビアナウンサー）
- 古川興二（静岡朝日テレビアナウンサー）

キャシー中島と伊地健治は『エンジョイDIY』放送開始時より出演していた。

### 住まいの110番
『エンジョイDIY』の前身番組。1983年（昭和58年）から1998年（平成10年）まで、静岡朝日テレビ（旧：静岡けんみんテレビ）で毎週日曜 8:00 - 8:30に放送されていた（土曜 6:00 - 6:30に再放送）。このため、この期間内のメタルヒーローシリーズは7日遅れ（1997年〈平成9年〉3月までは7:00 - 7:30、同年4月からは『オリジナルコンサート』と入れ替え7:30 - 8:00）の時差ネットで放送されていた。
番組出演者はDIYアドバイザーの石川松太郎とタレントの植木まり子。コーナー（こんなときどうしよう→これでバッチリ）担当で日髙のり子も一時期VTR出演しており、コーナー最終回のみスタジオにも出演した。
「110番カーお宅訪問」のコーナーでは、視聴者からの依頼を受け、同社の一級建築士やDIYアドバイザーの指導のもと簡単なリフォーム工事も行っていた。番組中で紹介される商品にはジャンボエンチョーの平常価格が表示されるほか、店頭では手順紹介のパンフレットを無料配布するなど、テレビを見ながらDIYの計画を立てられるように配慮されていた。
エンチョーが出店していない地域でも一部番組販売形式で放送されたことがあったが、その際には番組後半の商品紹介コーナーをカットしたり、「ジャンボエンチョーの平常価格」との表示を「参考価格」の表示に差し替えられるなどの編集を施していた。また、地元のホームセンターがスポンサーとなる例があった。
ネット局
- 静岡朝日テレビ（制作局）
- 新潟テレビ21（土曜 9:45 - 10:00、1994年10月1日ネット開始）[6]
- 北陸朝日放送（土曜 9:45 - 10:00、1994年10月1日ネット開始）[6]

| 静岡朝日テレビ（旧：静岡けんみんテレビ） 日曜8:00 - 8:30枠 | 静岡朝日テレビ（旧：静岡けんみんテレビ） 日曜8:00 - 8:30枠 | 静岡朝日テレビ（旧：静岡けんみんテレビ） 日曜8:00 - 8:30枠                                           |
| 前番組 | 番組名                                                     | 次番組                                                                                               |
| --- | ---------------------------------------------------------- | --- |
| （不明） | 住まいの110番 ↓ エンジョイDIY （1983年 - 2009年3月）       | 仮面ライダーディケイド ※ テレビ朝日制作 【日曜7:30 - 8:00枠から移動、 以降はテレビ朝日と同時ネット】 |
| 静岡朝日テレビ 土曜7:15 - 8:00枠 |                                                            | |
| 絶対可憐チルドレン ※ テレビ東京制作、7:00 - 7:30 【6:45 - 7:15枠へ繰り上げ】侍戦隊シンケンジャー ※テレビ朝日制作、7:30 - 8:00 【日曜7:30 - 8:00枠へ移動、 以降はテレビ朝日と同時ネット】 | エンジョイDIY （2009年4月 - 2015年3月）                    | 週刊ニュースリーダー ※ テレビ朝日制作、6:00 - 8:00                                                   |
| 静岡朝日テレビ 土曜10:25 - 10:55枠 |                                                            | |
| ブラマリのいただきっ! ※ テレビ東京制作、9:30 - 10:30 【土曜15:25 - 16:25枠に移動】単発番組枠 ※ 10:30 - 11:30 【土曜10:55 - 11:25枠に縮小移動】                                           | エンジョイDIY （2015年4月 - 2017年9月）                    | サタハピ ぷらす                                                                                      |

## グループ会社

### 完全子会社
- 株式会社ジャンボ - 木材の輸入・加工
- 株式会社システック - 商品管理・売上管理
- 株式会社ジェイ・イー・サービス - 店舗メンテナンス業務

### 解散
- オートラマカーサ - 自動車ディーラー（オートラマ）

1983年（昭和58年）に設立され、フォード車の販売を始める。
このうち葵町店は映画「ザ・オーディション」のロケ地として使われた。
1997年（平成9年）にて撤退・廃業。
- 株式会社ブロス - アウトドア専門店「SWEN」（スウェン）運営

エンチョーに吸収合併。
- 株式会社テルウェルホームセンター - 千葉県で「テルウェルホームセンター」を運営

もともとNTT傘下の電気通信共済会との合弁で設立されたため、電気通信共済会を表すテルウェルの名がついているが、のちにエンチョーの100%子会社に。
ロゴマークはエンチョー（encho）の「e」マークの代わりにテルウェル（TelWel）の「T」を図案化したものだった。
飛び地出店のような形で営業していたものの、結局前述の通り2009年（平成21年）12月31日に閉店し、会社も翌2010年（平成22年）7月に特別清算された。

## エピソード
- タモリは、沼津市のマリーナにヨットを保有することからよく沼津店に来店しておりおり、自身がパーソナリティを務めていたバラエティ番組『タモリ倶楽部』（テレビ朝日[注 3]）にて電動工具などが登場する回で度々「ジャンボエンチョーにあった（なかった）」などと名指しで引き合いに出していた。
- 群馬県に本社を置くスーパーマーケット「とりせん」とロゴマークが酷似しているが、あくまでエンチョー側は「エンチョー（encho）」の「e」、とりせん側は「とりせん」の「と」をそれぞれ図案化したもので、偶然の一致である。